# Double Cross Roads
Double Cross Roads is een Amerikaanse misdaadfilm uit 1930 onder regie van George E. Middleton en Alfred L. Werker. Destijds werd de film in Nederland uitgebracht onder de titel Onder misdadigen invloed.

## Verhaal
Een brandkastkraker wil zijn leven beteren, maar zijn ex-celmaat zet hem onder druk om een laatste kluis te kraken. Daarna geeft de celmaat hem een kans op een nieuw leven op het platteland. Hij maakt er kennis met een mooie vrouw en haar grootmoeder.

## Rolverdeling
| Acteur            | Personage       |
| ----------------- | --------------- |
| Robert Ames       | David Harvey    |
| Lila Lee          | Mary Carlyle    |
| Edythe Chapman    | Mevrouw Carlyle |
| Montagu Love      | Gene Dyke       |
| Ned Sparks        | Max             |
| Thomas E. Jackson | Deuce Wilson    |
| Charlotte Walker  | Mevrouw Tilton  |
| George McFarlane  | Cipier          |
| William V. Mong   | Caleb           |
| Thomas Jefferson  | Conciërge       |